# Edurne Pasaban Lizarribar
Edurne Pasaban Lizarribar (Tolosa, 1 d'agost de 1973) és una alpinista basca, reconeguda per ser la primera dona a coronar els catorze cims de vuit mil metres del planeta, fita que completà el 17 de maig de 2010. És una de les poques dones encara amb vida que han escalat el K2 juntament amb Nives Meroi, Yuka Komatsu i Miss Oh.

## Biografia
La seva afició per la muntanya començà ja des de molt jove al costat dels seus pares. A poc a poc s'anà endinsant en el món de l'alpinisme realitzant ascensions cada cop de major dificultat als Pirineus i als Alps. Als 15 anys el seu cosí Asier la formà en escalada en roca. Ja amb 17 anys, ascendí el volcà Chimborazo, a l'Equador, de 6.310 metres d'altitud.
Pasaban completà els estudis d'Enginyeria Tècnica Industrial, i després obtingué un Màster en Gestió de Recursos Humans per ESADE a Barcelona. La seva primera feina no fou de guia de muntanya, sinó a l'empresa familiar, dedicada a la construcció de maquinària. Després fundà un restaurant i allotjament de turisme rural anomenat “El Abeletxe”.
L'any 2001 va fer el primer vuit mil, el cim de l'Everest. Després d'assolir uns quants vuit mils els anys 2002 i 2003, el juliol de 2004 participà en una expedició al K2 organitzada pel programa Al Filo de lo Imposible de TVE. L'expedició assolí el cim, però ella i el seu company Juanito Oiarzabal sofriren congelacions als peus durant el descens. L'aventura acabà en una llarga i dolorosa recuperació a l'hospital i Edurne patí l'amputació de dues falanges dels dos dits segons dels peus, mentre que Juanito Oiarzabal patí amputacions a tots els dits dels peus.
A principis del 2008, era l'única dona alpinista, juntament amb Gerlinde Kaltenbrunner i Nives Meroi, que havia fet el cim d'onze dels catorze vuit mils del món. El maig de 2009 fou la primera dona de la història a assolir-ne 12. La sud-coreana Oh Eun-Sun (Miss Oh) fou la primera a assolir 13 cims, en una lluita per assolir els 14 cims de vuit mil metres que hi ha a la terra. El 17 d'abril de l'any 2010 Pasaban assolí el seu tretzè cim, l'Annapurna i deu dies després, Miss Oh feia el cim d'aquella mateixa muntanya i proclamava ser la primera dona de la història a fer els 14 cims malgrat els seriosos dubtes que existien sobre una de les seves ascensions de l'any 2009. Posteriorment, Pasaban finalitzà els catorze cims el 17 de maig de 2010.
Pasaban criticà en diverses ocasions els mètodes usats per la seva rival sud-coreana, i expressà els seus dubtes sobre si Miss Oh havia arribat realment al cim del Kanchenjunga en l'ascensió del maig de 2009, aportant una fotografia que no ho deixava clar i el testimoni de dos xerpes. Oh Eun-Sun va rebutjar l'al·legació i va assegurar que tres xerpes que l'acompanyaven li van dir que havia fet el cim. Finalment, l'ascens de Miss Oh al Kanchenjunga no fou reconegut per la Federació d'Alpinisme de Corea del Sud ni per Elizabeth Hawley, considerada la notària de l'Himàlaia que acredita els ascensos mitjançant la interrogació als alpinistes i l'observació de proves fotogràfiques. Aquest fet convertí oficialment Edurne Pasaban en la primera dona a assolir el cim dels catorze vuit mils del món. El 2010 fou guardonada amb el premi Marca Leyenda i també el Premi Basc Universal, que concedeix anualment la Secretaria General d'Acció Exterior del Govern Basc i la Caixa Laboral.
L'any 2010 Edurne va afirmar que el seu proper repte esportiu seria tornar a escalar l'Everest la primavera de 2011, però sense oxigen suplementari, a diferència de la primera vegada (fou el primer "vuit mil" que coronà, i l'únic en què ha usat oxigen), i que un cop assolit, molt possiblement es retiraria de l'esport professional.

## Cims de vuit mil assolits
- 23 de maig de 2001 - Everest (l'únic on va fer ús d'oxigen suplementari)[12]
- 16 de maig de 2002 - Makalu
- 5 d'octubre de 2002 - Cho Oyu
- 26 de maig de 2003 - Lhotse
- 19 de juliol de 2003 - Gasherbrum II
- 26 de juliol de 2003 - Gasherbrum I o Hidden Peak
- 26 de juliol de 2004 - K2
- 21 de juliol de 2005 - Nanga Parbat
- 12 de juliol de 2007 - Broad Peak
- 1 de maig de 2008 - Dhaulagiri
- 5 d'octubre de 2008 - Manaslu
- 18 de maig de 2009 - Kangchenjunga
- 17 d'abril de 2010 - Annapurna
- 17 de maig de 2010 - Shisha Pangma